# James Holland
James Robert Holland (Newcastle, 1989. május 15. –) ausztrál válogatott labdarúgó.

## Statisztika
| Klub                       | Szezon           | Bajnokság           | Bajnokság | Bajnokság | Kupa  | Kupa | Nemzetközi | Nemzetközi | Összesen | Összesen |
| Klub                       | Szezon           | Osztály             | Mérk.     | Gól       | Mérk. | Gól  | Mérk.      | Gól        | Mérk.    | Gól      |
| -------------------------- | ---------------- | ------------------- | --------- | --------- | ----- | ---- | ---------- | ---------- | -------- | -------- |
| Central Coast Mariners     | 2006-07          | A-League            | 0         | 0         | 3     | 0    | -          | -          | 3        | 0        |
| Newcastle Jets             | 2007-08          | A-League            | 11        | 3         | 0     | 0    | -          | -          | 11       | 3        |
| Newcastle Jets             | 2008-09          | A-League            | 12        | 0         | 0     | 0    | 0          | 0          | 12       | 0        |
| Newcastle Jets             | Összesen         | Összesen            | 23        | 3         | 0     | 0    | 0          | 0          | 23       | 3        |
| AZ Alkmaar                 | 2009-10          | Eredivisie          | 0         | 0         | 0     | 0    | 0          | 0          | 0        | 0        |
| Sparta Rotterdam (kölcsön) | 2010-11          | Eerste Divisie      | 14        | 2         | 0     | 0    | -          | -          | 14       | 2        |
| Austria Wien               | 2011-12          | Austrian Bundesliga | 11        | 0         | 2     | 0    | -          | -          | 13       | 0        |
| Austria Wien               | 2012-13          | Austrian Bundesliga | 34        | 0         | 5     | 0    | -          | -          | 39       | 0        |
| Austria Wien               | 2013-14          | Austrian Bundesliga | 33        | 0         | 1     | 0    | 6          | 0          | 25       | 0        |
| Austria Wien               | Összesen         | Összesen            | 78        | 0         | 8     | 0    | 6          | 0          | 77       | 0        |
| Karrier összesen           | Karrier összesen | Karrier összesen    | 115       | 3         | 11    | 0    | 4          | 0          | 117      | 3        |

## Sikerek
Newcastle Jets
- Ausztrál bajnok (1): 2007–08

Austria Wien
- Osztrák bajnok (1): 2012–13

## Fordítás
Ez a szócikk részben vagy egészben  a   James Holland (footballer) című angol Wikipédia-szócikk fordításán alapul.  Az eredeti cikk szerkesztőit annak laptörténete sorolja fel. Ez a jelzés csupán a megfogalmazás eredetét és a szerzői jogokat jelzi, nem szolgál a cikkben szereplő információk forrásmegjelöléseként.